# Tapura tchoutoi
Tapura tchoutoi är en tvåhjärtbladig växtart som beskrevs av Franciscus Jozef Breteler. Tapura tchoutoi ingår i släktet Tapura och familjen Dichapetalaceae. Inga underarter finns listade i Catalogue of Life.